# Башчаршија
Башчаршија је стара сарајевска чаршија и историјски и културни центар града. Башчаршија је изграђена у 15. вијеку када је Иса-бег Исаковић основао и цијели град Сарајево. Ријеч потиче од ријечи баш, која на турском значи главна (главна чаршија). Због великог пожара у 19. вијеку, данашња Башчаршија је двоструко мања него што је некад била.
Башчаршија се налази на сјеверној обали ријеке Миљацке, у општини Стари Град. На Башчаршији се налази неколико важних историјских објеката, попут Гази Хусрев-бегове џамије и Сахат Куле. Данас је Башчаршија главна туристичка атракција града Сарајева.

## Историја
Прије доласка Османлија највеће насеље на сарајевском пољу је био сеоски трг Торник, који се налазио на раскршћу путева гдје је данас Алипашина џамија. Башчаршија је настала године 1462. када је Иса-бег Исаковић изградио хан и поред њега бројне дућане. У то доба, већина становника Сарајева је живјела у околини Цареве џамије. Зато је Иса-бег Исаковић изградио мост преко Миљацке да би повезао главно Сарајевско насеље и нови привредни центар града, Башчаршију.
Око главног улаза формирала се чаршија базерџана, према западу чаршија казаза, а са сјеверне чаршија седлара и сарача (данашња улица Сарачи). Вјероватно најзначајније зграде које су изграђене у овом периоду су џамије. Чувену Башчаршијску џамију је изградио Хавеџа Дурак 1528. године, је док Гази Хусрев-бег изградио своју џамију 1530. године.
Гази Хусрев-бег је у Башчаршији такође изградио и Медресу, библиотеку, ханиках, Хамам, Безистан, Морића хан, и Сахат Кулу, као и низ других објеката. Гази Хусрев-бег је сахрањен у харему његове џамије, поред кога је и турбе његовог ослобођеног роба и првог мутевелије његовог вакуфа Мурат-бега Тардића.
Башчаршија је свој највећи привредни успон достигла у другој половини 16. вијека. Постојало је 80 разних врста заната, организованих у јаке цеховске организације. Чаршија је била подијељена по овим занатима, тако да је свака улици имала дућане за један или више сродних заната (нпр. улице Ковачи, Казанџилук, Сарачи...).
У ова доба изграђен је и читав низ трговачких објеката; попут безистана, ханова, и каравансараја. Сарајево је био и важан центар трговине на Балкану - посједовао је чак три безистана. Данас још увијек постоје Гази Хусрев-бегов Безистан и Бурса Безистан. Постојале су и колоније Млечана и Дубровчана. Башчаршија је у то доба имала отприлике 12.000 трговачких и занатских дућана.
У 17. вијеку развој Сарајева и Башчаршије је био релативно успорен. Сарајево је доживјело земљотрес 1640. године као и велике пожаре 1644. и 1656. године. Ипак је чувени путописац Елвија Челебија 1660. године написао: „У чаршији има у свему хиљаду и осамдесет дућана који су узор љепоте. Сама чаршија је веома привлачна и изграђена по плану.“ 1697. године се догодио препад Еугена Савојског који је, изузимајући неколико улица, запалио скоро цијели град.
До 19. вијека, подручје града Сарајева се незнатно повећало. Са аустроугарском окупацијом 1878. године (Берлински конгрес), многи страни архитекти су имали намјеру да обнове Сарајево и од њега направе модеран европски град. У тим намјерама, „помогао им је“ и велики пожар који је уништио, изузимајући подручје данашње Башчаршију, цијели стари град. Тако је настала данашња граница између Башчаршије и Ферхадије улице (од краја Другог свјетског рата до 1992. године улица је носила име Васе Мискина). Са ослобођењем Сарајева 1945. године, нови градски народни одбор је намјеравао да чаршију постепено руши, сматрајући да стари трговачки центар нема никакву улогу у модерном граду. Међутим, ове намјере се нису обистиниле. 1970-их година модерна улога старог дијела Сарајева је добила на важности и неки дијелови Башчаршије су чак рестаурирани.